# Лоуренс Террі
Лоуренс Террі (англ. Lawrence Terry, 12 квітня 1946) — американський академічний веслувальник.
Срібний призер Олімпійських Ігор 1972 року в складі вісімки, учасник 1968 року.